# ARS Palma del Río
L'ARS Palma del Río è una squadra di pallamano spagnola avente sede a Palma del Río.

È stata fondata nel 1966.

Disputa le proprie gare interne presso il El Pandero di Palma del Río il quale ha una capienza di 1.500 spettatori.